# José Dolores Solano
José Dolores Solano (Popayán, 2 de abril de 1892-Bogotá ,11 de enero de 1961) fue un militar colombiano. General del Ejército Nacional de Colombia.

## Biografía
Nació en Popayán en abril de 1891. Hijo de David Solano y Concepción Rodríguez. Casado con Raquel Solanilla Loayza con quien tuvo 8 hijos, Bertha, María Helena (Filósofa), Ángela María, María Teresa, José (Ing Químico gerente de cementos Hércules), Gloria, Jorge Eduardo y Blanca Raquel. Cursó estudios en el Colegio Mayor, hoy Universidad del Cauca, donde recibió menciones honoríficas por su inteligencia, conducta y aprovechamiento.

### Carrera militar
En 1911 hizo estudios militares en la Escuela Militar de Cadetes, y en 1912 obtuvo el grado de subteniente en la Escuela Militar del Ecuador.

#### Guerra colombo-peruana
En 1932, Perú atacó Leticia (Amazonas). Solano fue designado jefe de la flotilla del Alto Putumayo en Caquetá de la que hacían parte los cañoneros Santa Marta y Cartagena, donde lo sorprendió el ataque de los peruanos.
En el Combate de Güepi Con el coronel Roberto D. Rico, jefe militar y civil del Putumayo, Solano atacó la fuerza peruana de Güepí recibiendo una lluvia de metralla que comenzó un combate entre ambos ejércitos que terminó con victoria colombiana, arma que manejaba con maestría el sargento Lores. Con unos pocos soldados, Solano abandonó el Cartagena, tomó por una pequeña "cuesta", llegó hasta donde el sargento peruano al que tomó prisionero.
En 1936 fundó el municipio de Solano (Caquetá). Para 1937 le fue otorgada la Cruz de Boyacá, la cual cedió a los soldados de Pasto (Nariño).

## Muerte
Murió de un cáncer en la ciudad de Bogotá (1961).

## Condecoraciones
- Medalla Abdón Calderón de la Escuela Militar del Ecuador (1912).
- Distinción Guarda del Libertador del gobierno colombiano (1930).
- Cruz de Boyacá (1937)
- LEGION OF MERIT 31st January (1946) by HARRY S. TRUMAN.

## Homenajes
Un batallón de la Cuarta División del Ejército Nacional de Colombia lleva su nombre.